# Letnia Akademia Jazzu
Letnia Akademia Jazzu – doroczny festiwal jazzowy odbywający się w okresie letnim w Łodzi, na który składają się różne wydarzenia kulturalne. Poza samymi koncertami organizowane są również wykłady, warsztaty, spotkania czy projekcje poświęcone muzyce jazzowej. W ramach festiwalu wystąpiło wiele zagranicznych oraz polskich muzyków jazzowych, wśród których znaleźli się między innymi: Al Di Meola, Bernard  Maseli, SBB, Dominik Wania, Bobo Stenson, Tomasz Stańko, Aga Zaryan, Charles Lloyd, Jazzanova, Pharoah Sanders, Atom String Quartet, Beady Belle czy Piotr Wojtasik.  
Od 2012 roku organizatorem festiwalu jest Fundacja Wytwórnia, która działa przy Klubie Wytwórnia, w którym to odbywają się wydarzenia związane z festiwalem.  